# Наумкин, Игорь Геннадьевич
Игорь Геннадьевич Наумкин (10 августа 1965, Москва — 13 июля 2022, Асти, Пьемонт) — советский и российский шахматист, гроссмейстер (1990).

## Шахматная карьера
Чемпионат СССР среди юношей (1982) — 2-е место.
В составе сборной СССР победитель Телешахолимпиады 1982 года.
В составе ДСО «Зенит» участник командного Кубка СССР 1982 года (7-е командное место).
Серебряный призёр чемпионата Москвы 1987 года.
Лучшие результаты в международных соревнованиях: Наместово (1987) — 1-е; Карвина (1988) — 2-е; Белград (1988) 1—6-е, Ливиньо Опен (2010) — 1-е, Биелла Опен (2015) — 1-е место.
3-е место (125 участников)  в турнире по быстрым шахматам "30-й Мемориал Мастера Спорта СССР М.А. Герчикова", 16.04.2022 г., г Люберцы, Московская область, Россия.
Наумкин любил Италию, где проводил много времени и участвовал в турнирах. Его хобби — кулинария и итальянское вино. Шахматным организаторам в Италии запомнилась его излюбленная фраза: «когда они пытаются заставить меня пить, я потворствую им, потому что после возлияния я играю ещё лучше».
Скончался 13 июля 2022 года в Асти, Италия, на 57-м году жизни.

## Спортивные достижения
| Год  | Город  | Турнир                          | + | − | = | Результат | Место |
| ---- | ------ | ------------------------------- | - | - | - | --------- | ----- |
| 1991 | Москва | 58-й и последний чемпионат СССР | 1 | 1 | 6 | 4 из 11   | 57—62 |

## Изменения рейтинга
| Графики недоступны из-за технических проблем. См. информацию на Фабрикаторе и на mediawiki.org. |